# 巨葉車前草
巨葉車前草（学名：Plantago macronipponica）为車前科車前草屬下的一个种。

## 扩展阅读
- 維基物種上的相關：巨葉車前草